# Eurete trachydocus
Eurete trachydocus är en svampdjursart som beskrevs av Isao Ijima 1927. Eurete trachydocus ingår i släktet Eurete och familjen Euretidae.
Artens utbredningsområde är havet kring Indonesien. Inga underarter finns listade i Catalogue of Life.